# Bloody Roar 3
Bloody Roar 3 est un jeu vidéo de combat développé par Hudson Soft et Eighting, sorti en 2000 sur borne d'arcade avant de sortir en 2001 sur PlayStation 2.

## Personnages
- Yugo, le loup
- Alice, la lapine
- Long, le tigre
- Gado, le lion
- Kenji/Bakuryu, la taupe
- Uriko, la semi-bête
- Stun, l'insecte
- Shina, la léopard
- Jenny, la chauve-souris
- Busuzima, le chaméléon
- Shenlong, le tigre blanc

### Nouveaux personnages
- Xion
- Kohryu, la taupe métallique
- Uranus, la chimère